# Такт
Такт (на английски: bar или measure) в музиката е дефинирана от определен брой времена част от музикална композиция. Тактовете могат да бъдат разделени посредством няколко вида вертикални линии, наречени тактови черти – единична (стандартна), двойна, заключителна, пунктирана или повторителна(и). Отсъствието на тактови черти (като изключим заключителната и повторителните, ако има такива) говори за безмензурна музика.
Ако в първия такт на музикалното произведение има непълен брой времена, този такт се нарича ауфтакт (непълен такт). Тогава последният такт също е непълен.
Общата стойност на нотите и паузите в един такт трябва да отговаря на неговия размер, т.е. ако например се използва размер 4/4, общата стойност трябва да се равнява на четири четвъртина ноти.

## История
Най-ранните тактови черти, използвани в клавирната музика и музиката за вихуела през XV и XVI век, представлявали просто подразделения на музикалните произведения. Съвременният модел се налага едва към XVII век.

## Видове тактови черти
| Тактова черта | Име                          | Описание |
|               |                              | |
|               |                              | |
|               | Стандартната тактова черта   | Най-простата тактова черта, разделяща два такта. |
|               | Двойната тактова черта       | Използва се с цел отделяне на различни части от композицията. Използва се още при промяна на тоналността и размера, както и при същински промени в стила или темпото. |
|               | Пунктираната тактова черта   | Използва се при дълги тактове в сложни размери с цел улеснение при прочитането на музикалния текст.                                                                   |
|               | Заключителната тактова черта | Обозначава края на композицията. |
|               | Повторителна тактова черта   | Служи за повторение на един или няколко такта. |